# Syrnola minuta
Syrnola minuta is een slakkensoort uit de familie van de Pyramidellidae. De wetenschappelijke naam van de soort is voor het eerst geldig gepubliceerd in 1869 door Adams H..